# Late Night (película)
Late Night es una película de comedia dramática de 2019 dirigida por Nisha Ganatra a partir de un guion de Mindy Kaling. Es protagonizada por Emma Thompson, Kaling, John Lithgow, Hugh Dancy, Reid Scott y Paul Walter Hauser. 
El proyecto se anunció por primera vez en 2016, con Fox 2000 Pictures listo para producir el guion de Kaling y Paul Feig firmó para dirigir. En agosto de 2017, Ganatra reemplazó a Feig y FilmNation Entertainment recogió la película. Gran parte del elenco se unió en abril de 2018 y la filmación comenzó más tarde ese mes en la ciudad de Nueva York. Después de su estreno en el Festival de Cine de Sundance el 25 de enero de 2019, Amazon Studios compró los derechos de distribución nacional por un récord de $13 millones. 
Late Night se estrenó en los Estados Unidos el 7 de junio de 2019. La película recibió críticas positivas de los críticos, con elogios por su sátira social y comentarios, así como por la actuación de Thompson.

## Argumento
Katherine Newbury (Emma Thompson) es una aclamada presentadora de programas de entrevistas con una extensa carrera en la comedia, pero las calificaciones de su programa han visto una disminución constante en la última década. La presidente de la red, Caroline Morton (Amy Ryan), le dice a Katherine que arregle su programa o será reemplazada. En un intento por renovar el programa, Katherine contrató a Molly Patel (Mindy Kaling) para su equipo de redacción, principalmente porque es una mujer indio-estadounidense, mientras que muchos de los escritores son hombres blancos. Aunque Molly tiene poca experiencia en comedia e inicialmente tiene dificultades, demuestra su valía al darle a Katherine un buen material para trabajar en su programa, así como ideas sobre cómo llegar a un público más amplio. Los resultados demuestran ser exitosos. 
Katherine se entera de que Caroline quiere elegir al joven y popular comediante Daniel Tennant para reemplazarla como la nueva presentadora. Katherine se resiste, ya que la comedia de Daniel es vulgar y misógina. Con el respaldo de sus escritores, Katherine desafía las demandas de la red y decide al aire continuar su carrera.
Se filtra un correo electrónico de uno de los escritores, Charlie, en el que se revela que Katherine tuvo una aventura amorosa con Charlie después de que a su esposo Walter le diagnosticaron inicialmente la enfermedad de Parkinson. En medio del drama, Katherine despide a Molly cuando le dice que está actuando mal a raíz de las noticias. Finalmente, Katherine hace las paces con Walter y los otros escritores y admite su aventura a su audiencia. Su sinceridad y pasión por el programa convence a Caroline de dejarla quedarse, y Katherine luego se disculpa con Molly y la contrata. 
Un año después, el equipo del programa se ha diversificado, Molly es promovida a coguionista monóloga y el programa de Katherine es más exitoso que nunca.

## Reparto
- Emma Thompson como Katherine Newbury.
- Mindy Kaling como Molly Patel.
- John Lithgow como Walter Newbury.
- Hugh Dancy como Charlie Fain.
- Reid Scott como Tom Campbell.
- Max Casella como Burditt.
- Denis O'Hare como Brad.
- Amy Ryan como Caroline Morton.
- Paul Walter Hauser como Mancusco.
- John Early como Reynolds.
- Megalyn Echikunwoke como Robin.
- Ike Barinholtz como Daniel Tennant.
- Annaleigh Ashford como Mimi Mismatch.
- Halston Sage como Zoe Martlin.
- Marc Kudisch como Billy Kastner.

## Producción
En septiembre de 2016, se informó que Fox 2000 había comprado los derechos del proyecto, que fue escrito por Mindy Kaling, quien también estaba programado para coprotagonizar junto a Emma Thompson. En noviembre de 2016, Paul Feig firmó para dirigir la película. Sin embargo, en agosto de 2017, Nisha Ganatra fue anunciada como directora de la película cuando Feig se retiró debido a conflictos de agenda.
En febrero de 2018, se informó que, en una película anterior al Festival de Cine de Berlín de 2018, 30West y FilmNation Entertainment cofinanciarían la película y venderían los derechos de distribución. En abril de 2018, John Lithgow, Hugh Dancy, Reid Scott, Paul Walter Hauser, Denis O'Hare, John Early, Max Casella y Megalyn Echikunwoke se integraron al elenco, y la filmación comenzó el 23 de abril de 2018 en Nueva York. Amy Ryan se unió al reparto en mayo.

## Estreno
Tuvo su estreno mundial en el Festival de Cine de Sundance el 25 de enero de 2019. Poco después, Amazon Studios adquirió los derechos de distribución de la película en Estados Unidos por $13 millones, la mayor suma pagada por una distribución exclusiva en Estados Unidos en el festival.
La película fue estrenada el 7 de junio de 2019 de manera limitada, antes de expandirse a nivel nacional el 14 de junio de 2019.

## Recepción
Late Night recibió reseñas generalmente positivas de parte de la crítica y de la audiencia. En el sitio web especializado Rotten Tomatoes, la película posee una aprobación de 79%, basada en 300 reseñas, con una calificación de 6.8/10 y con un consenso crítico que dice: "Inteligente, oportuna, y traída a la vida por un elenco fantástico, Late Night es una comedia de trabajo con mucho corazón, y muchas risas." De parte de la audiencia tiene una aprobación de 72%, basada en más de 5000  votos, con una calificación de 3.7/5.
El sitio web Metacritic le dio a la película una puntuación de 70 de 100, basada en 46 reseñas, indicando "reseñas generalmente favorables". Las audiencias encuestadas por CinemaScore le otorgaron a la película una "B+" en una escala de A+ a F, mientras que en el sitio IMDb los usuarios le asignaron una calificación de 6.5/10, sobre la base de 38 113 votos. En la página web FilmAffinity la cinta tiene una calificación de 5.6/10, basada en 1866 votos.